# Mark Manson
Mark Manson, né le 9 mars 1982, est un écrivain américain, consultant en développement personnel, entrepreneur et blogueur,. 
Depuis 2010, il rédige sur son blog des articles sur des thèmes liés au développement personnel : les systèmes de valeurs, l'intelligence émotionnelle, les relations interpersonnelles et amoureuses, le sens de la vie et la discipline personnelle.

## Biographie
Mark Manson est l'auteur de trois livres, L'Art subtil de séduire : Attirer les femmes avec honnêteté, L'Art subtil de s'en foutre et Tout est foutu : Un livre sur l'espoir. 
Son premier ouvrage, L'Art subtil de séduire, a été auto-édité en 2011 et est publié en France en septembre 2019 par les Éditions Eyrolles (traduction d'Elias Nongues).
Son deuxième livre, The Subtle Art of Not Giving a F*ck, est publié en 2016. Il entre dans la liste des meilleures ventes du New York Times en sixième position la semaine du 2 octobre 2016.
En juin 2019, le best-seller est classé au second rang avec une durée totale de 128 semaines dans le classement. Il a été traduit en français sous le titre L'Art subtil de s'en foutre (par Sabine Rolland) et publié en juin 2017 aux Éditions Eyrolles.  
Le dernier livre de Mark Manson, Everything Is F*cked: A Book About Hope, paraît aux éditions Harper en mai 2019. La traduction française (par Elias Nongues), Tout est foutu : Un livre sur l'espoir, sort en janvier 2020, également chez Eyrolles. 
Mark Manson a co-écrit avec Will Smith la biographie de ce dernier, Will, publiée en novembre 2021 aux Éditions Penguin Press, et traduite en français aux Éditions Michel Lafon (traduction Anna Souillac et Aurélien Blanchard). 